# Argelsried

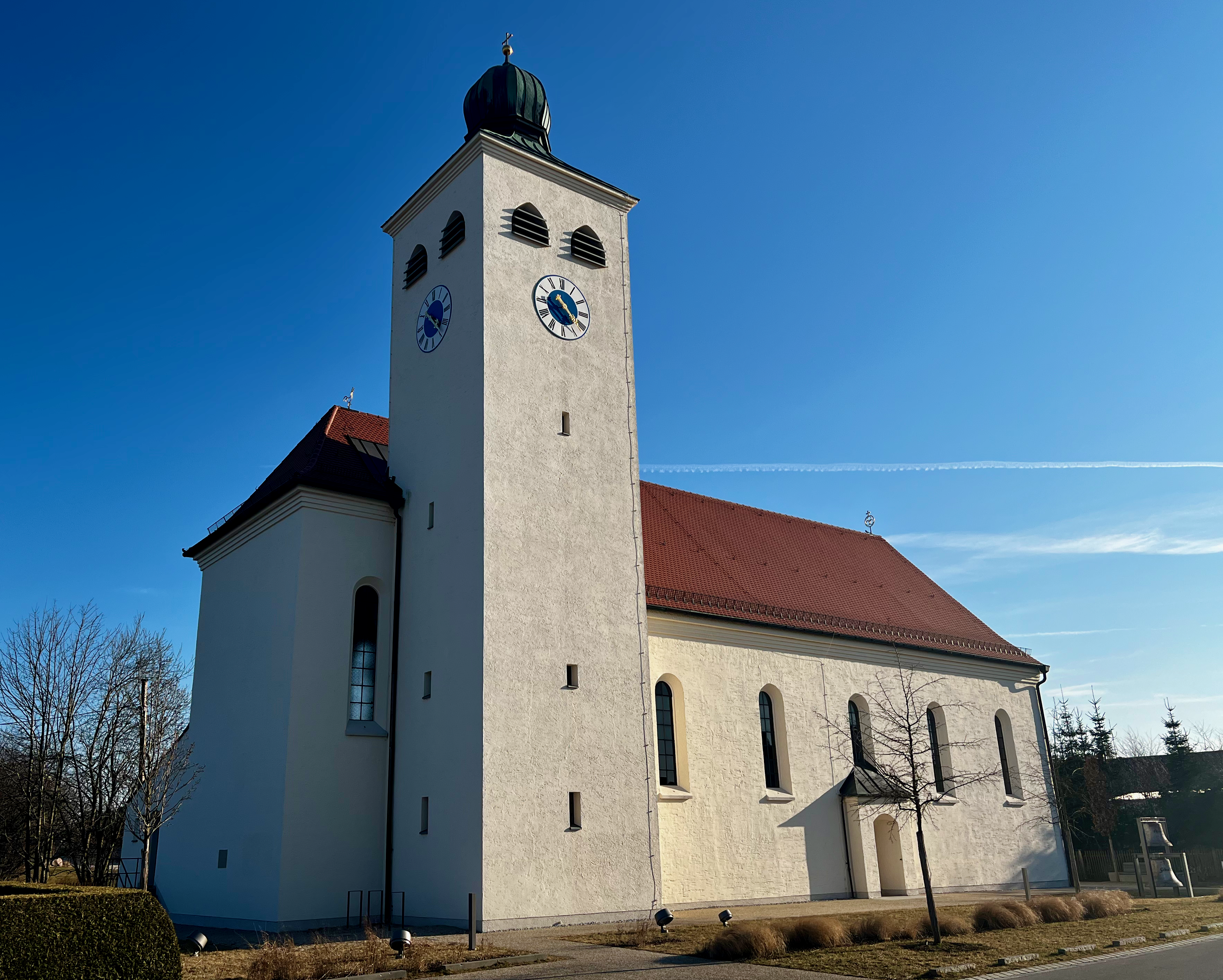
St. Nikolaus in Argelsried

Argelsried ist ein Gemeindeteil von Gilching und eine Gemarkung im oberbayerischen Landkreis Starnberg.

## Lage
Das Kirchdorf Argelsried befindet sich südöstlich von Gilching und westlich von Geisenbrunn.

## Geschichte

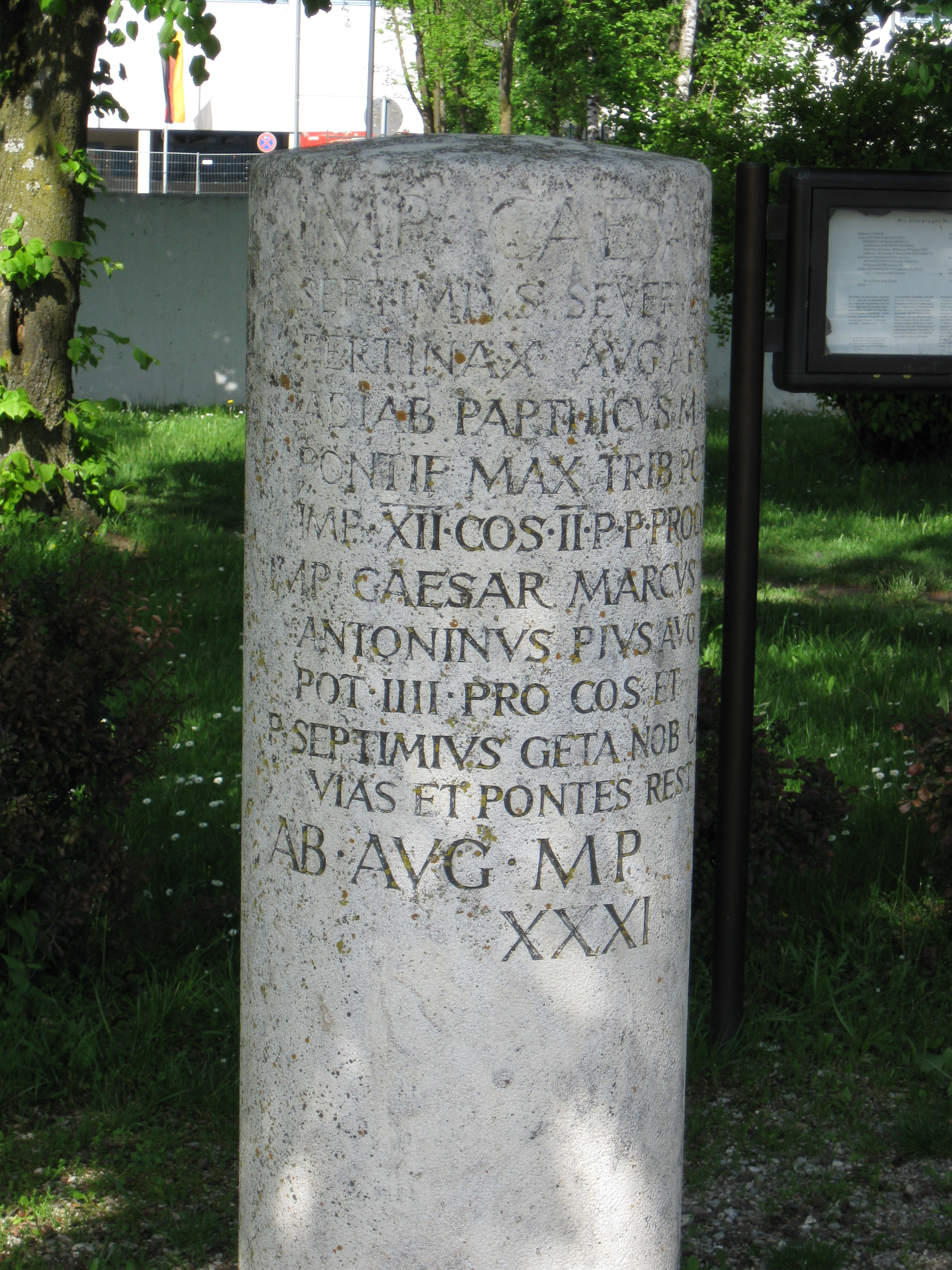
Meilenstein an der Römerstraße

Der Ort muss entlang der Via Julia, die Augsburg mit Salzburg verband, entstanden sein. Im Ortskern befindet sich die Kopie eines Meilensteins mit lateinischen Wegangaben nach Augusta Vindelicum.
Es gab bereits im 13. Jahrhundert eine Kirche in Argelsried. Diese wurde allerdings 1730 baufällig und 1752 durch einen Neubau ersetzt. Die heutige Kirche St. Nikolaus wurde 1931 geweiht. An der Stelle der alten Kirche befindet sich heute ein Holzkreuz. Die Saalkirche wird durch den Hochaltar und das aufgesetzte Kruzifix dominiert.
Im Jahr 1906 wurde die Volksschule erbaut.
Bis zur Umgliederung in das Bezirksamt München II im Jahr 1880 gehörte die Gemeinde zum Bezirksamt München links der Isar. 1902 erfolgte die Umgliederung in das neugebildete Bezirksamt Starnberg.
Zum 1. Mai 1978 wurde die Gemeinde Argelsried im Rahmen der Gebietsreform nach Gilching eingemeindet. Die dem Landkreis Starnberg zugehörige Gemeinde bestand zuletzt aus den Gemeindeteilen Argelsried, Geisenbrunn und Steinberg und hatte 1964 eine Fläche von 990,92 Hektar.

## Bahnhof

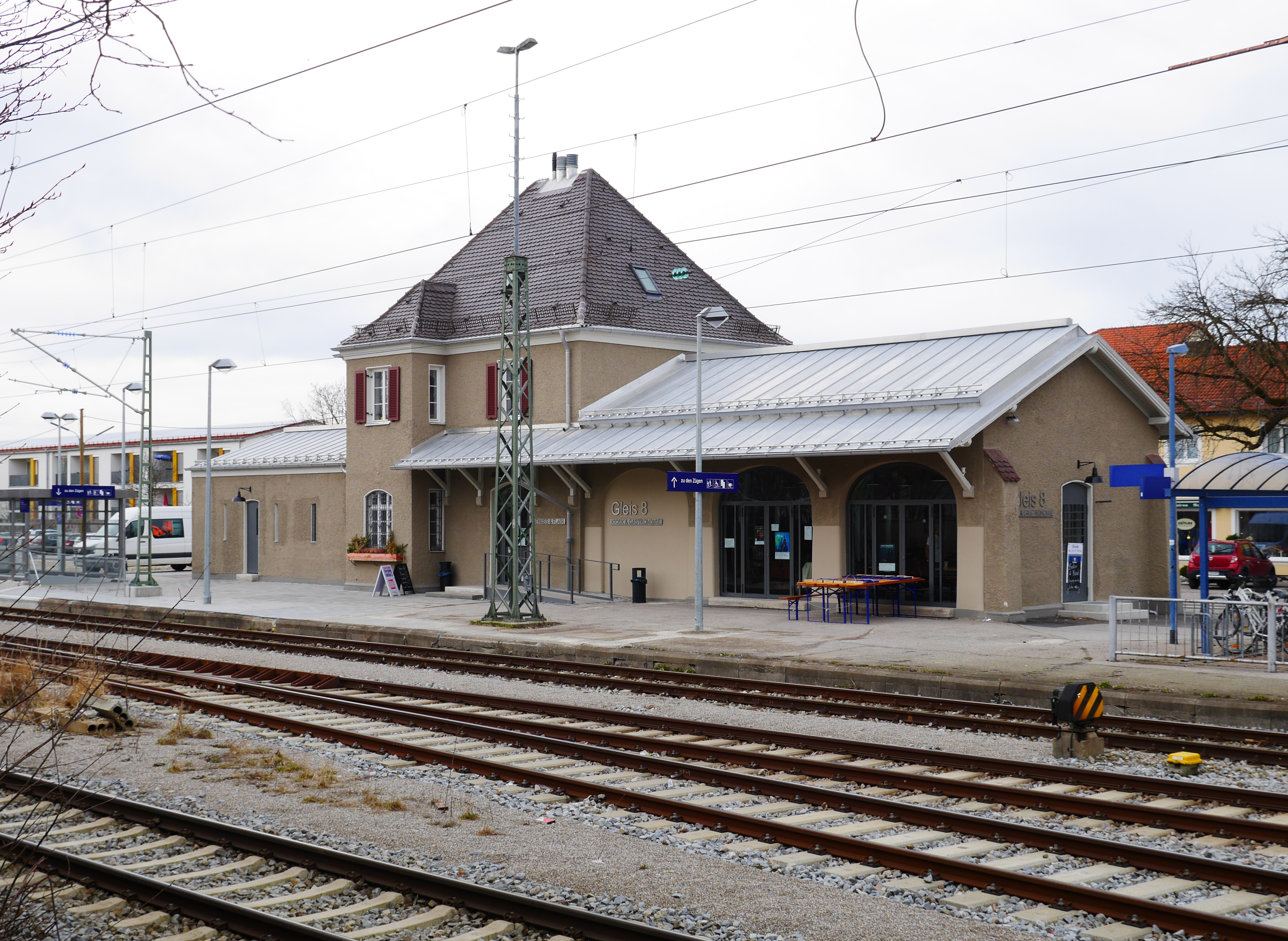
S-Bahnhof Gilching-Argelsried

Bereits im Jahr 1903 wurde auf der Linie Pasing-Herrsching ein Bahnhof in Argelsried eingerichtet. Der heutige S-Bahnhof Gilching-Argelsried (Lage) befindet sich im Nordwesten des Ortes. Bei seiner Eröffnung verfügte der Bahnhof über ein zweigeschossiges Empfangsgebäude, an das nordöstlich die offene Wartehalle anschloss. Neben dem durchgehenden Hauptgleis mit Zwischenbahnsteig waren ein 388 Meter langes Ausweichgleis am Hausbahnsteig und ein beidseitig angebundenes Ladegleis vorhanden. In Vorbereitung auf den S-Bahn-Betrieb errichtete die Deutsche Bundesbahn zwischen 1969 und 1972 ein drittes Hauptgleis, neue Bahnsteige und eine Unterführung. Von 2018 bis 2020 baute die Deutsche Bahn den Bahnhof barrierefrei aus. Empfangsgebäude und Nebengebäude sind noch vorhanden, werden aber nicht mehr für den Bahnbetrieb genutzt.

## Einwohnerentwicklung
| Jahr                                                        | 1840 | 1852 | 1861 | 1867 | 1871 | 1875 | 1885   | 1900   | 1925   | 1950   | 1952 | 1961   | 1970 | 1978 | 1987 |
| ----------------------------------------------------------- | ---- | ---- | ---- | ---- | ---- | ---- | ------ | ------ | ------ | ------ | ---- | ------ | ---- | ---- | ---- |
| Einwohner der Gemeinde Argelsried                           | 175  | 184  | 232  | 220  | 223  | 240  | 265    | 352    | 438    | 801    | 858  | 776    | 868  | 1276 |      |
| Fläche der Gemeinde Argelsried in Quadratkilometern         |      |      |      |      |      |      | 9,9264 | 9,9264 | 9,9282 | 9,8969 |      | 9,9092 |      |      |      |
| Bevölkerungsdichte der Gemeinde Argelsried in Einwohner/km² |      |      |      |      |      |      | 22,70  | 35,46  | 44,12  | 80,93  |      | 77,67  |      |      |      |
| Einwohner Ort Argelsried                                    |      |      | 124  |      | 110  | 117  | 142    | 132    | 193    | 330    |      | 315    | 302  |      | 533  |
| Wohngebäude Ort Argelsried                                  |      |      | 20   |      |      |      | 20     | 21     | 25     | 39     |      | 44     |      |      | 108  |

## Persönlichkeiten
- Georg Heigl (1931/32–2006), Fußballfunktionär, wohnte im Ort
- Quirin Amper Jr. (1935–1998), Komponist, wohnte im Ort
- Martin Fink (* 1950), Politiker, wohnhaft in Argelsried